# Ulan (Radsportteam)
Ulan war ein kasachisches Radsportteam.
Die Mannschaft wurde 2008 gegründet und nahm als Continental Team an den UCI Continental Circuits  teil. Die meisten Rennen fuhren sie in Asien und Europa. Manager war Algirdas Vaitkus, der von seinen Sportlichen Leitern Arturas Trumpauskas und Wladimir Goluschko unterstützt wurde.
Am Ende des ersten Jahres wurde die Mannschaft bereits wieder aufgelöst.

## Saison 2008

### Erfolge in den UCI Continental Circuits
| Datum     | Rennen                         | Fahrer            |
| --------- | ------------------------------ | ----------------- |
| 17. April | 2. Etappe Tour du Loir-et-Cher | Walentin Iglinski |
| 10. Mai   | 4. Etappe Five Rings of Moscow | Simas Kondrotas   |
| 29. Mai   | 3. Etappe Vuelta a Navarra     | Walentin Iglinski |
| 1. Juni   | 6. Etappe Vuelta a Navarra     | Walentin Iglinski |
| 1. August | 4. Etappe Dookoła Mazowsza     | Linas Balčiūnas   |

### Mannschaft
| Name                   | Geburtstag         | Nationalität | Team 2009     |
| ---------------------- | ------------------ | ------------ | ------------- |
| Gediminas Bagdonas     | 26. Dezember 1985  | Litauen      | Team Piemonte |
| Linas Balčiūnas        | 14. Februar 1978   | Litauen      |               |
| Ilja Tschernyschow     | 6. September 1985  | Kasachstan   |               |
| Alexander Djatschenko  | 17. Oktober 1983   | Kasachstan   | Team Astana   |
| Waleri Dmitrijew       | 10. Oktober 1984   | Kasachstan   | Team Astana   |
| Dmitri Grusdew         | 13. März 1986      | Kasachstan   |               |
| Walentin Iglinski      | 12. Mai 1984       | Kasachstan   |               |
| Nasar Jumabekow        | 3. Januar 1987     | Kasachstan   |               |
| Egidijus Juodvalkis    | 8. April 1988      | Litauen      | Team Piemonte |
| Alexei Kolessow        | 27. September 1984 | Kasachstan   |               |
| Simas Kondrotas        | 1. Februar 1985    | Litauen      | Team Piemonte |
| Aidis Kruopis          | 26. Oktober 1986   | Litauen      | Team Piemonte |
| Alexei Ljalko          | 12. Januar 1985    | Kasachstan   |               |
| Algirdas Mockus        | 26. Oktober 1986   | Litauen      | Team Piemonte |
| Ramūnas Navardauskas   | 30. Januar 1988    | Litauen      | Team Piemonte |
| Bolat Rajimbekow       | 25. Dezember 1986  | Kasachstan   | Team Astana   |
| Sergei Renew           | 3. Februar 1985    | Kasachstan   | Team Astana   |
| Alexander Schuschemoin | 23. Februar 1987   | Kasachstan   |               |
| Ruslan Tleubajew       | 7. März 1987       | Kasachstan   |               |